# Álvaro Augusto Matos Almeida
Álvaro Augusto Matos Almeida (Felgueiras, 7 de julho de 1956), foi o presidente da Junta de Freguesia de Felgueiras, eleito pelo Partido Socialista, por quatro mandatos consecutivos. É casado, pai de três filhos, enfermeiro especialista em Enfermagem de Reabilitação, pós-graduado em Gestão e Serviços de Saúde, e exerce actualmente o cargo de Enfermeiro-Responsável no Centro de Saúde de Resende. Foi sucedido no cargo em 2009 por Marcos Jacinto Almeida Matos.